# Utah Test and Training Range

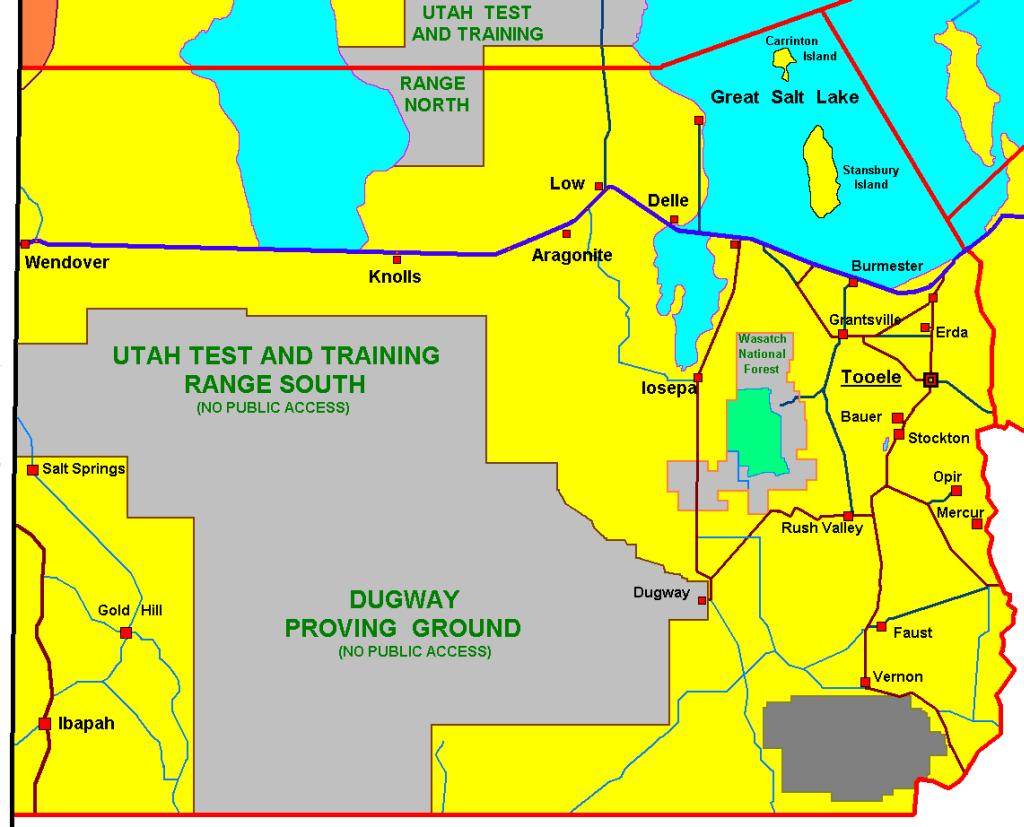
Locatie van de Utah Test and Training Range North and South Ranges

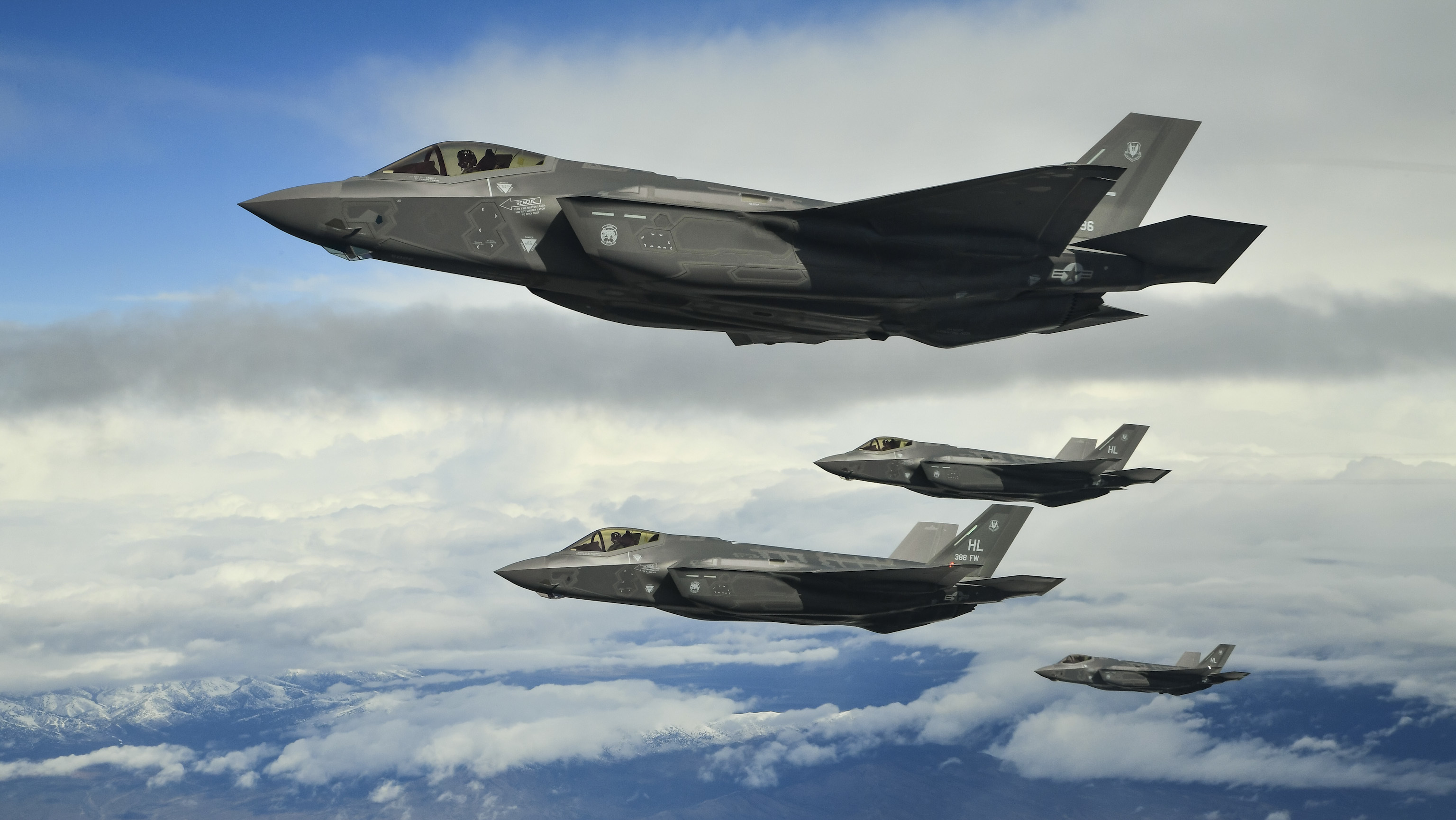
F-35 Lightning II van Hill Air Force Base oefenen boven de UTTR

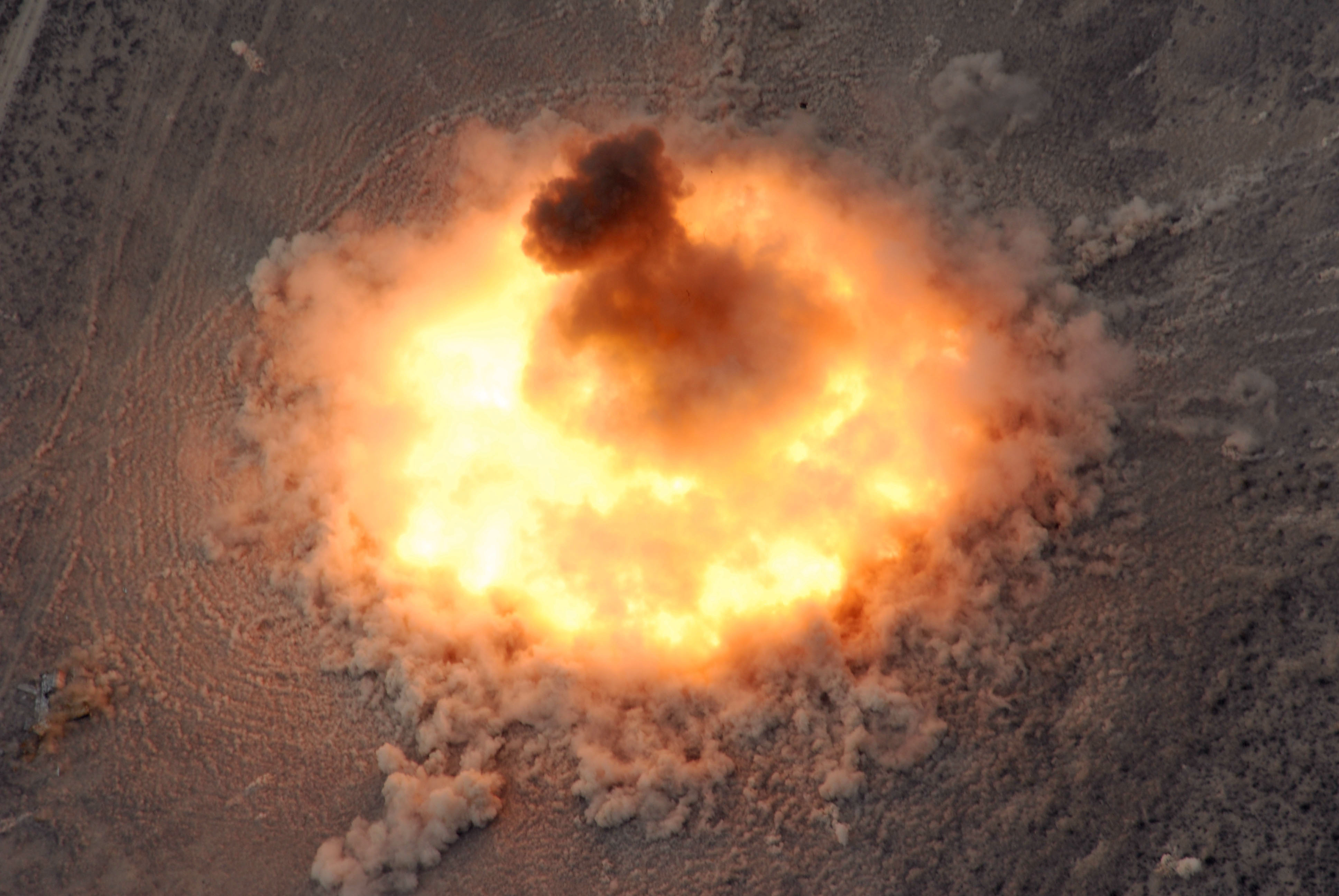
Detonatie van een BLU-82 bom (2008)

De Utah Test and Training Range (UTTR) is een militair test- en trainingsgebied van het United States Department of Defense in de Great Salt Lake Desert, het noordoostelijk deel van het Great Basin Desert, in het noordwesten van de Amerikaanse staat Utah, ongeveer 130 km ten westen van Salt Lake City, Utah. 
UTTR is momenteel het grootste aaneengesloten blok van supersonisch-geautoriseerde toegang-beperkte luchtruim over land in de aangrenzende Verenigde Staten. Het gebied, met een voetafdruk van 6.930 km² grondoppervlak en meer dan 49.000 km² luchtruim is verdeeld in een North en een South Range. Interstate 80 loopt door een brede corridor tussen de twee ranges van het gebied. 
De site wordt beheerd en onderhouden door Head Quarters Utah Test and Training Range, voorheen 388th Range Squadron (388RANS), een deel van de 388th Fighter Wing, gestationeerd op Hill Air Force Base, ten oosten van het gebied gelegen bij de stad Ogden, Utah. 
De oostelijke en westelijke gebieden van de Dugway Proving Ground grenzen aan het zuidelijke deel van de Utah Test and Training Range.

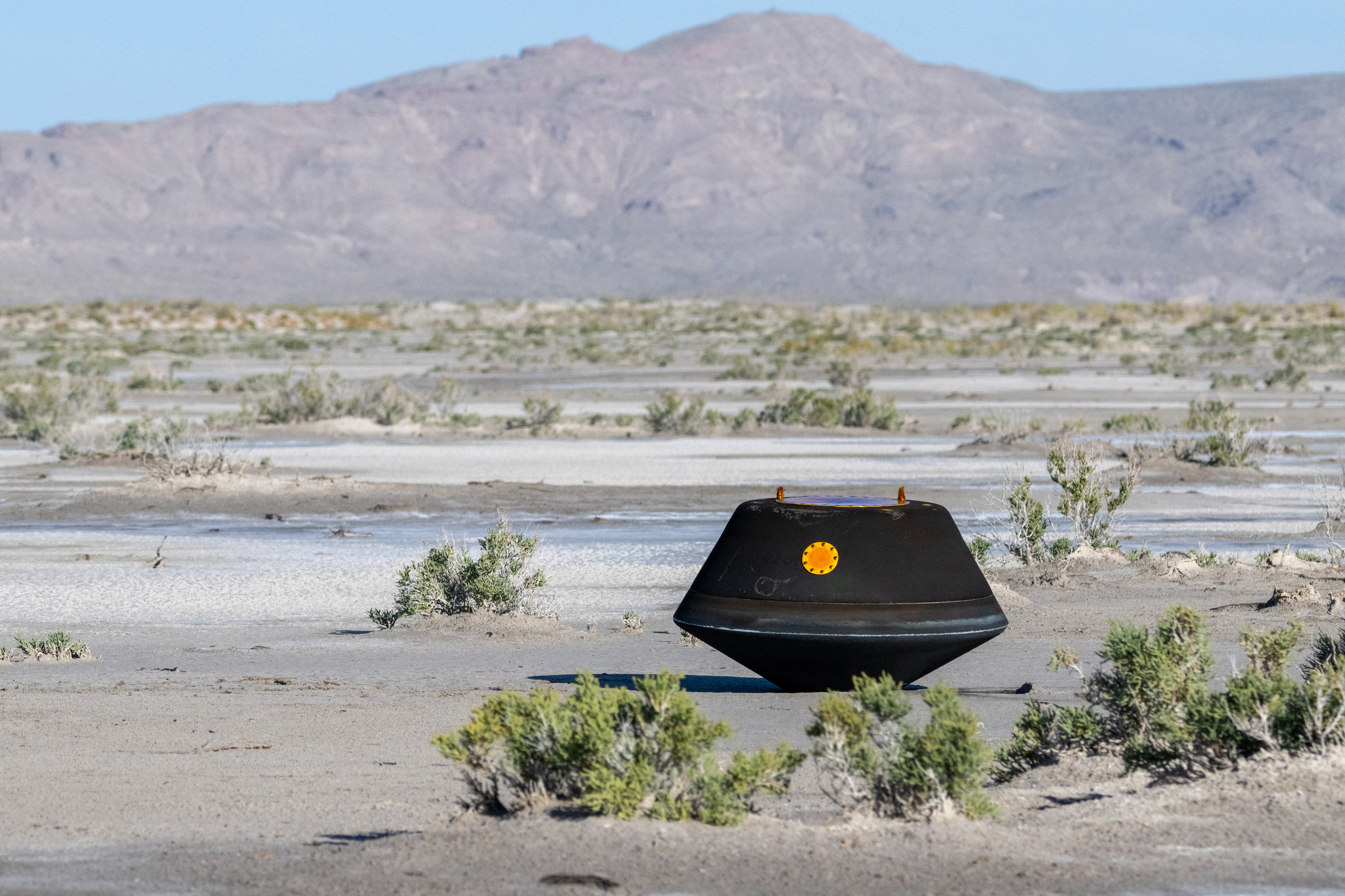
OSIRIS-REx retourcapsule na landing op UTTR in 2023

In het gebied, van de creatie in 1942 tot 1979 gekend als Wendover Army Air Field, werden testen gedaan met de Republic-Ford JB-2 (de Amerikaanse kopie van de V1) tussen 1945 en 1946, de Martin MGM-1 Matador in de jaren 1950 en de LGM-30 Minuteman in de jaren 1960.
De Utah Test and Training Range wordt gebruikt voor trainings- en testmissies voor de United States Air Force, het United States Army en het United States Marine Corps. De site wordt vaak gebruikt voor de opruiming van explosieve munitie, het testen van experimenteel militair materieel en militaire trainingsoefeningen op de grond en in de lucht. De UTTR wordt ook samen met Dugway Proving Ground voor militaire trainingsoefeningen ingezet.
De site is ook gebruikt als landingsplaats voor het retourneren van monsters in NASA's planetaire wetenschappelijke missies, inclusief komeetmateriaal in de Stardust-missie in 2006 en de OSIRIS-REx-missie in 2023 om materiaal van planetoïde (101955) Bennu terug te sturen.